# Herrschaft Baldern

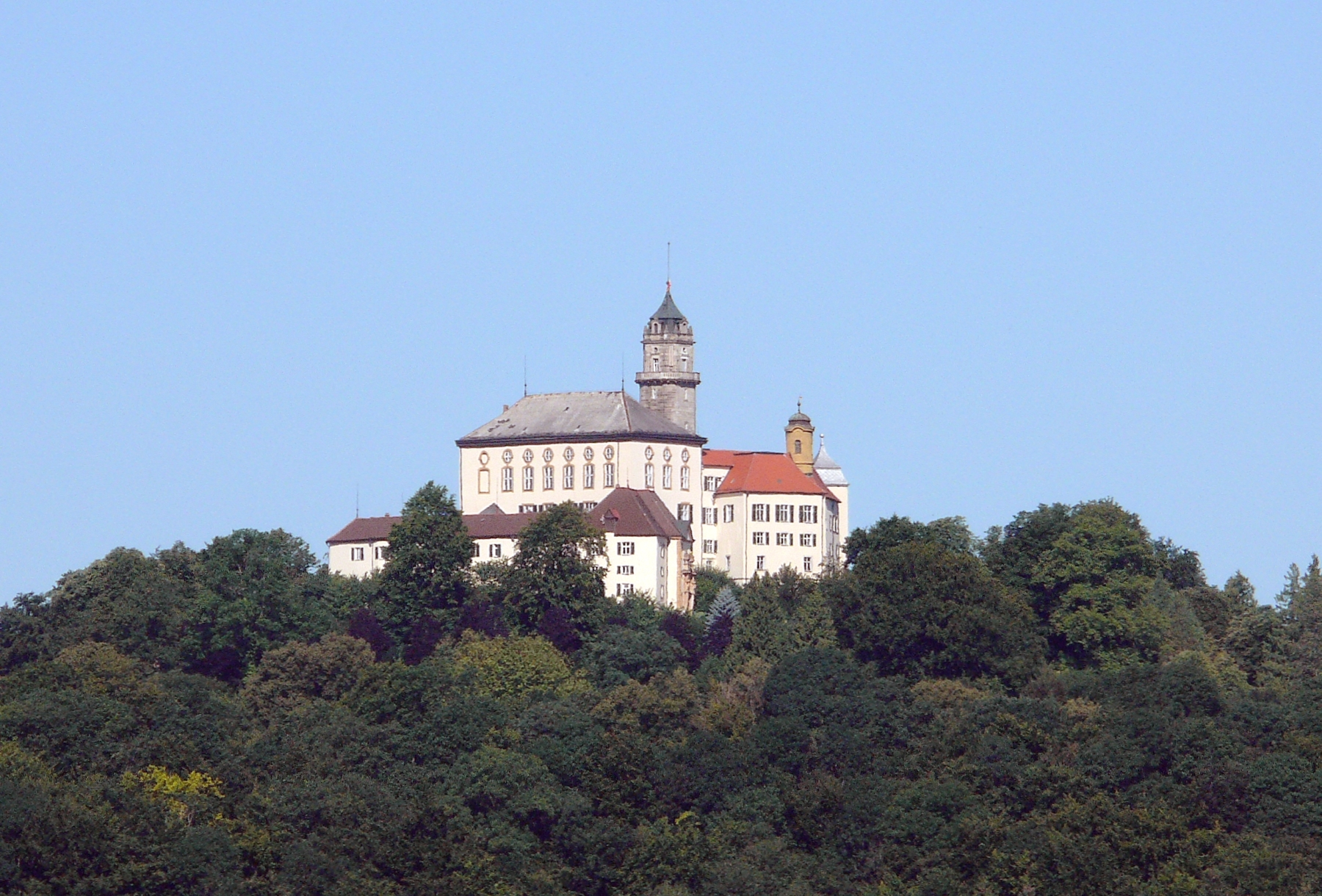
Schloss Baldern, von Südosten gesehen

Die Herrschaft Baldern mit Sitz auf Schloss Baldern, heute zu Bopfingen im baden-württembergischen Ostalbkreis, wurde erstmals im Jahr 1153 genannt. 
Im Jahr 1215 tauschte das Hochstift Regensburg die Herrschaft gegen andere Besitzungen mit der Abtei Ellwangen. 1250 bekamen die Herren von Oettingen als Vögte des Klosters die Herrschaft Baldern zu Lehen. Bei der Erbteilung des Hauses Oettingen nach 1662 entstand die Linie Oettingen-Baldern. Im Jahr 1798 übernahm im Erbgang die Linie Oettingen-Wallerstein die Herrschaft.
Im Rahmen der Mediatisierung im Jahr 1806 kam die Herrschaft Baldern unter die Landeshoheit des Königreichs Bayern und 1810 durch Gebietsaustausch zum Königreich Württemberg.